# Afloramiento rocoso

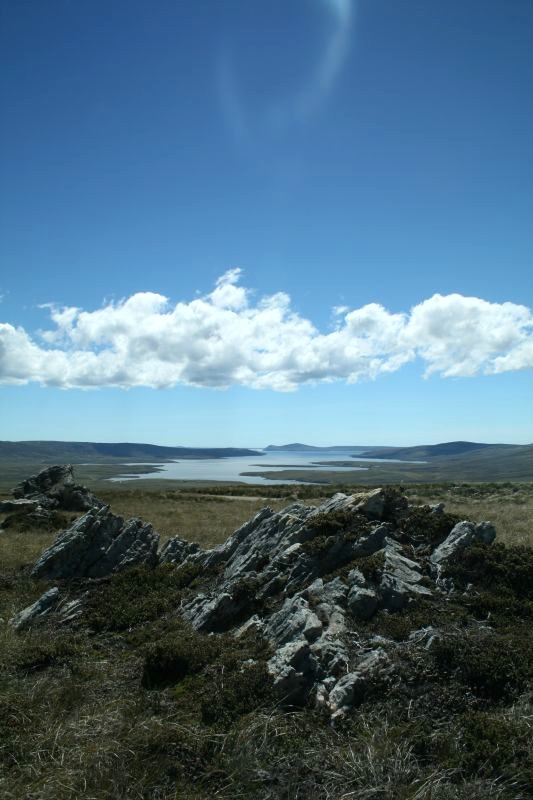
Vista de un afloramiento rocoso cerca de San Carlos Water, islas Malvinas

Un afloramiento o afloramiento rocoso es una exposición visible de roca madre o de depósitos superficiales antiguos en la superficie de la Tierra.

## Características
Los afloramientos no cubren la mayoría de la superficie terrestre de la Tierra porque en la mayoría de los lugares la roca madre o los depósitos superficiales están cubiertos por un manto de suelo y de vegetación y no se pueden ver ni examinar de cerca. Sin embargo, en lugares donde la cubierta suprayacente se elimina a través de la erosión o por levantamiento tectónico, la roca puede quedar expuesta o recortada. Tal exposición ocurrirá con mayor frecuencia en áreas donde la erosión es rápida y excede la tasa de intemperismo o meteorización, como en las laderas empinadas, las crestas y cimas de montañas, las riberas de ríos y las áreas tectónicamente activas. En Finlandia, la erosión glacial durante el último máximo glacial (ca. 11000 a. C.), seguida de la erosión de las olas del mar, seguida de la elevación isostática ha producido muchos afloramientos costeros y litorales suaves.
La roca madre y los depósitos superficiales también pueden quedar expuestos en la superficie de la Tierra debido a las excavaciones humanas como a la extracción y a la construcción de las rutas de transporte.

## Estudio
Los afloramientos permiten la observación directa y el muestreo de la roca madre in situ para el análisis geológico y la creación de mapas geológicos. Las mediciones in situ son críticas para el análisis adecuado de la historia geológica y los afloramientos son, por lo tanto, extremadamente importantes para comprender la escala de tiempo geológico de la historia de la tierra. Algunos de los tipos de información que no se pueden obtener salvo de afloramientos de roca madre o mediante operaciones precisas de perforación y extracción de núcleos, son orientaciones de las características de la geología estructural (por ejemplo, planos de lechos rocosos, ejes de plegamiento, foliación), orientaciones de las características de depósitos (por ejemplo, direcciones de paleocorriente, graduación, cambios de facies), orientaciones paleomagnéticas. Los afloramientos también son muy importantes para comprender los conjuntos fósiles, el paleoambiente y la evolución, ya que proporcionan un registro de los cambios relativos dentro de los estratos geológicos.
La descripción, la cartografía y el muestreo precisos para el análisis de laboratorio de los afloramientos hicieron posible todas las ciencias geológicas y el desarrollo de leyes geológicas fundamentales como la ley de superposición, el principio de horizontalidad original, el principio de continuidad lateral y el principio de sucesión faunística.

## Ejemplos
En los mapas del Ordnance Survey en Gran Bretaña, los acantilados se distinguen de los afloramientos: los acantilados tienen una línea continua a lo largo del borde superior con líneas que sobresalen hacia abajo; los afloramientos tienen una línea continua alrededor de cada área de roca desnuda. Un ejemplo de afloramiento en California son las Vasquez Rocks, familiares por el uso como localizaciones en muchas películas, compuestas de areniscas levantadas. Yana es otro ejemplo de afloramientos, ubicado en el distrito Uttara Kannada en Karnataka, India.

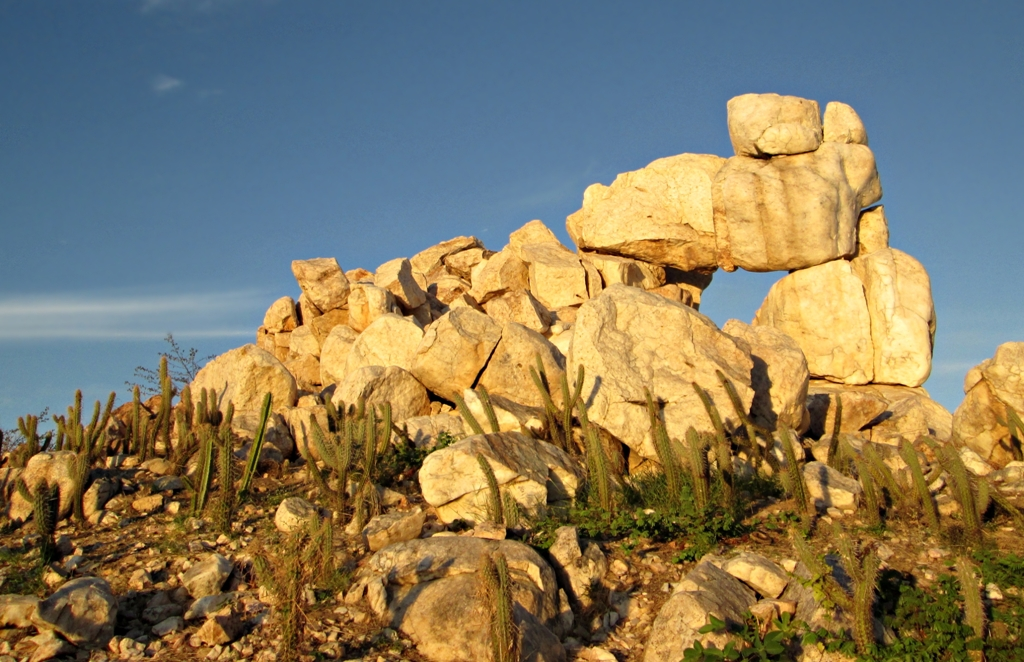
Afloramiento de Serrote Branco en  Caicó, Brasil
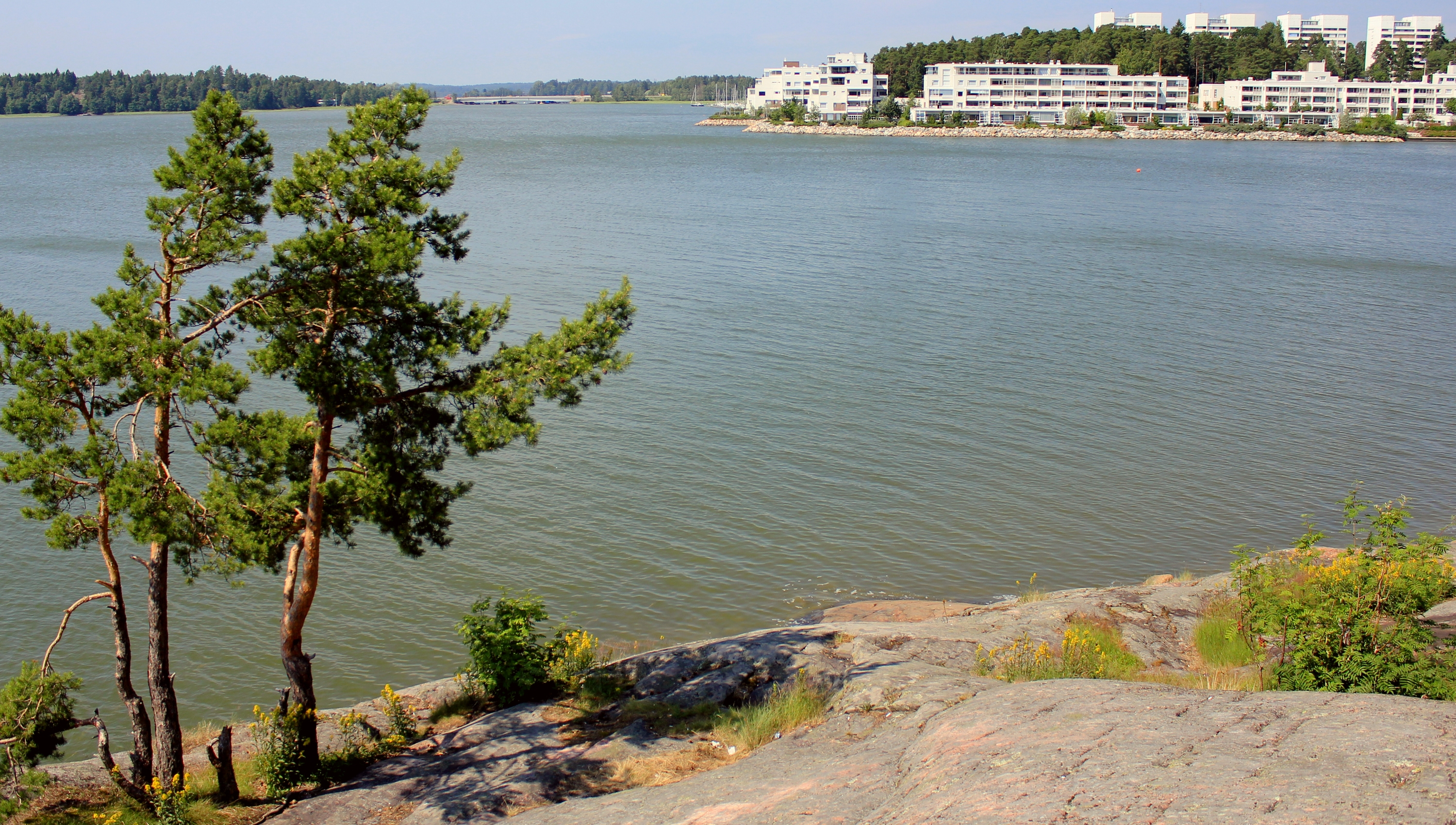
Un afloramiento típico de la costa frotado por antiguos glaciares en Espoo, Finlandia
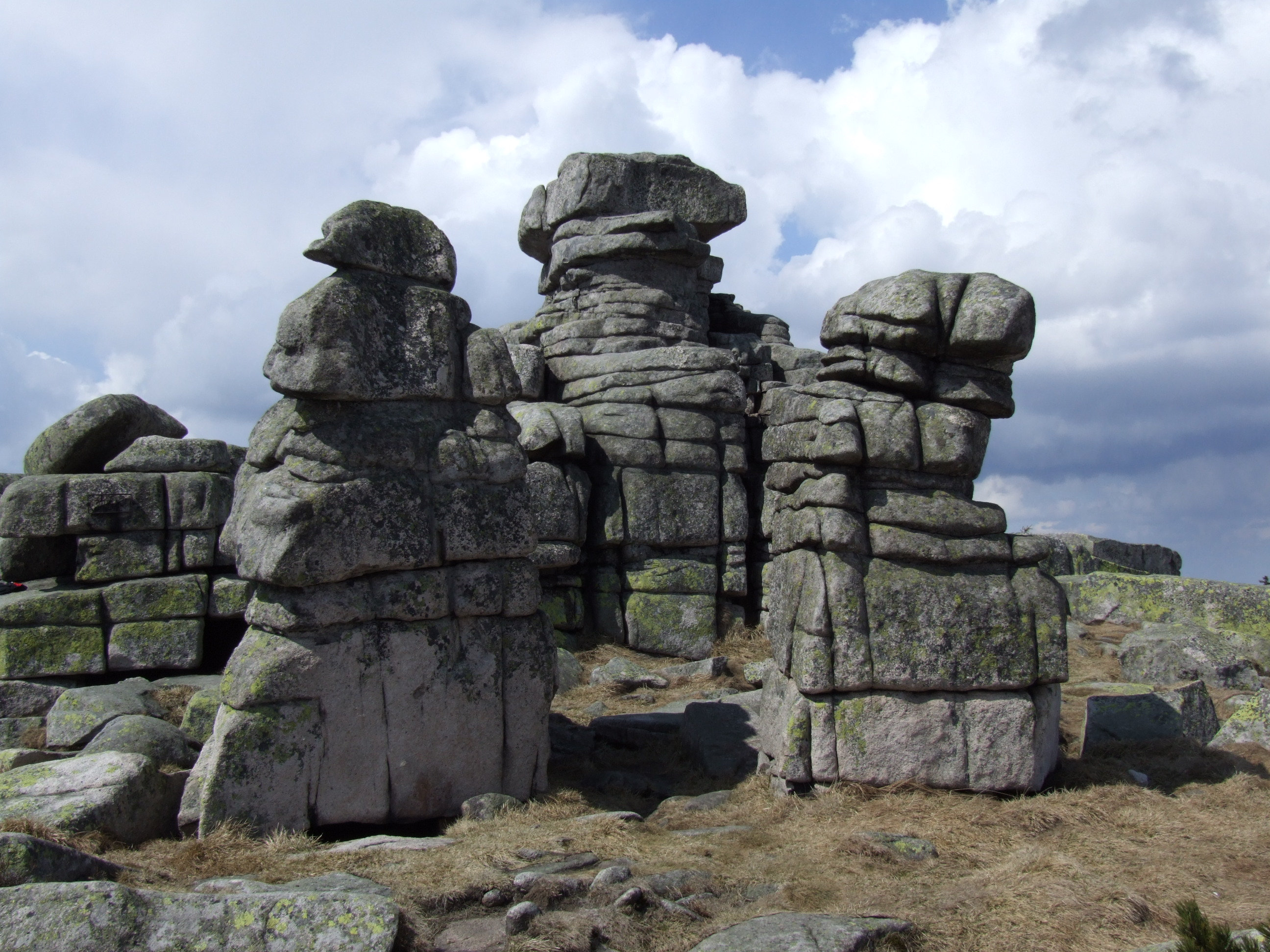
Afloramientos de granito en la montaña Piedras Silesias en el suroeste de Polonia
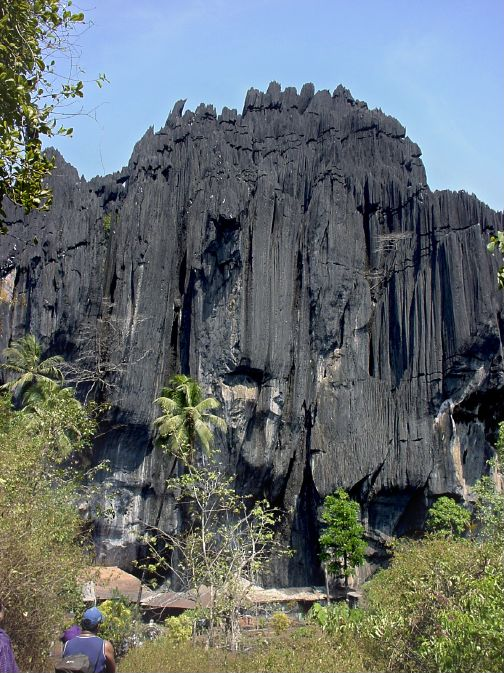
Afloramiento cerca de Yana, India
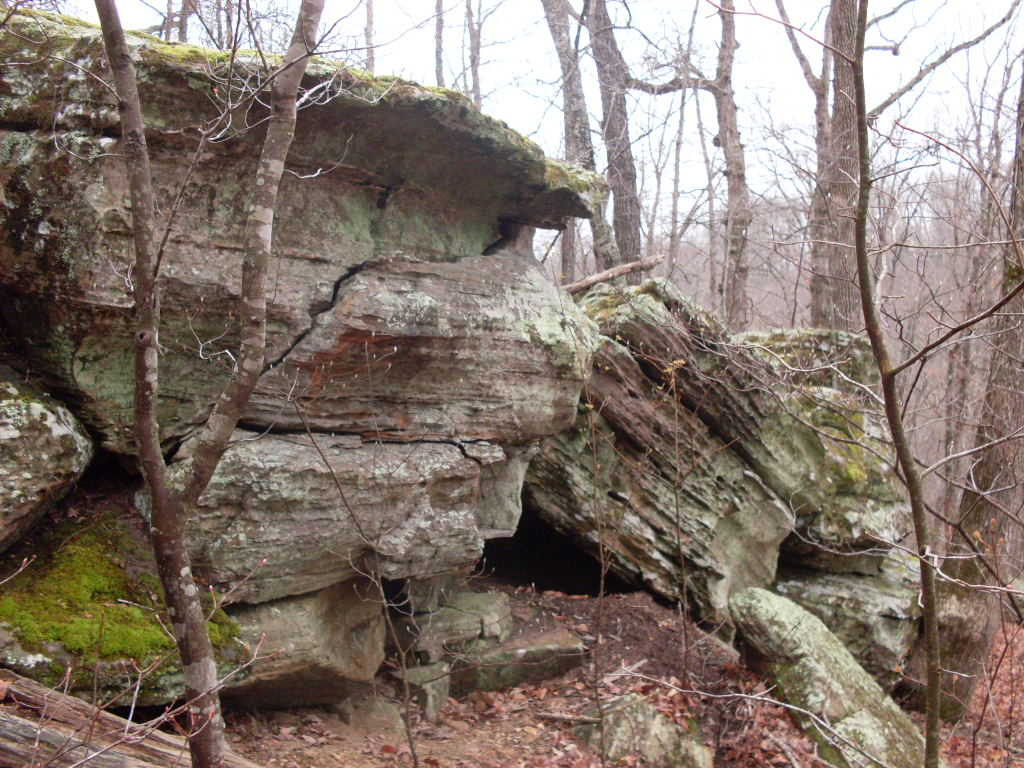
Afloramiento de la formación Roubidoux en las Ozarks del sur de Missouri
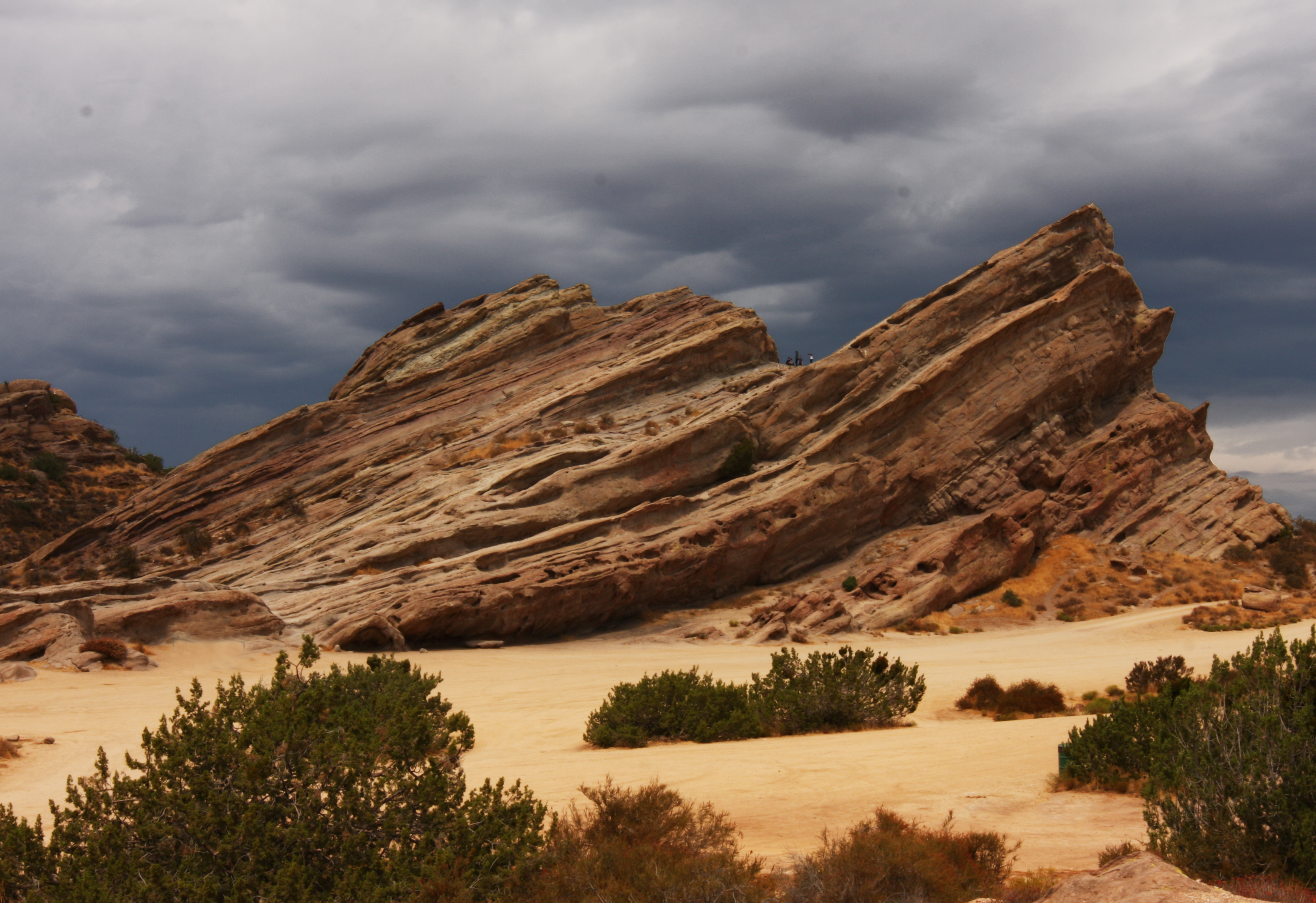
Afloramiento en el  Vasquez Rocks Natural Area Park del sur de California